# Pontiac Vibe
Der Pontiac Vibe war ein von 2002 bis 2009 von dem US-amerikanischen Automobilhersteller Pontiac verkauftes Pkw-Modell der Kompaktklasse.
Produziert wurde der Vibe gemeinsam mit seinen Schwestermodellen Toyota Matrix und Toyota Voltz (2002–2004) von NUMMI in Kalifornien. Dieses Joint Venture bestand seit den 1980er-Jahren zwischen General Motors und Toyota. Technisch basieren der Vibe und die Parallelmodelle auf der E-Plattform des Toyota Corolla.

## Pontiac Vibe

### Erste Generation (2002–2008)
Prototypen der ersten Vibe-Generation wurden auf dem Autosalon in Detroit im Januar 2000 gezeigt. Die Serienversionen erschienen im Herbst 2002 zum Modelljahr 2003.
Von 2002 bis 2006 wurde der Vibe als Basismodell, als leistungsstärkerer GT sowie als Allradmodell angeboten. Für das Modelljahr 2007 beschränkte sich das Modellangebot ausschließlich auf das Basismodell, da die Allrad- und GT-Modelle die in den USA die neu erlassenen Abgasnormen nicht mehr erfüllten.

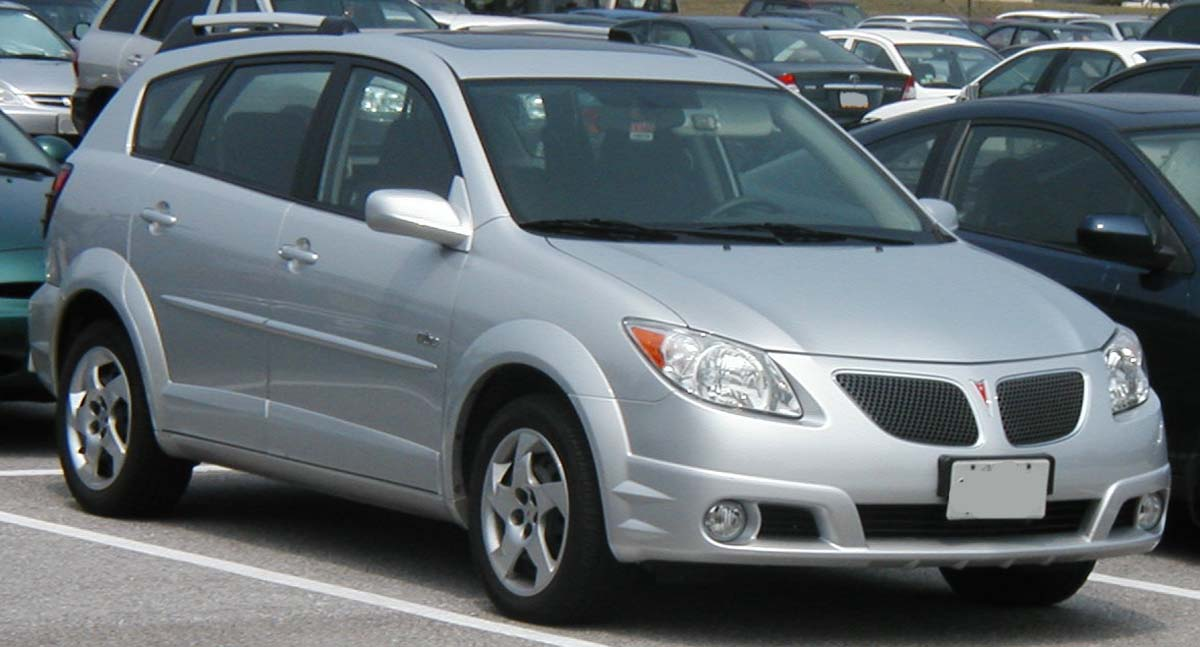
Pontiac Vibe (2004–2008)

Im Vibe kamen 16-ventilige Reihenvierzylindermotoren mit 1,8 Liter Hubraum von Toyota zum Einsatz, die im Grundmodell (mit Schaltgetriebe oder Automatik) 94–97 kW (128–132 PS), in der Allradversion (ausschließlich mit Automatik) 88–94 kW (120–128 PS) und im GT (nur mit Sechsgang-Schaltgetriebe) 122–135 kW (167–183 PS) leisteten. In der Basisversion war der Vibe seinerzeit (2007) das sparsamste Modell von General Motors in Nordamerika.
Ende 2004 erfolgte ein leichtes Facelift mit einem geänderten Kühlergrill, der dem des Pontiac Solstice ähnlich war, während der vorherige Grill an das Design des inzwischen eingestellten Pontiac Aztek angelehnt war.

### Zweite Generation (2008–2009)
Ab Februar 2008 war die zweite Generation des Pontiac Vibe auf dem amerikanischen Markt erhältlich. Das neue Modell verfügt über eine 4,36 Meter lange, 1,76 Meter breite und 1,60 Meter hohe Karosserie. Zum Einsatz kommt ein 1,8-Liter-Vierzylinder mit 132 PS und 174 Nm und ein 2,4-Liter-Vierzylinder, der es auf 158 PS und 224 Nm bringt. Die Frontantriebsversionen werden per manuellem Fünfgang-Getriebe oder durch eine Viergangautomatik geschaltet, die Allradvariante ist ausschließlich mit einem Schaltgetriebe kombiniert.
Die Vibe-Modelle sind unter anderem mit sechs Airbags, ESP, Reifendruckkontrolle und aktiven Kopfstützen ausgestattet.

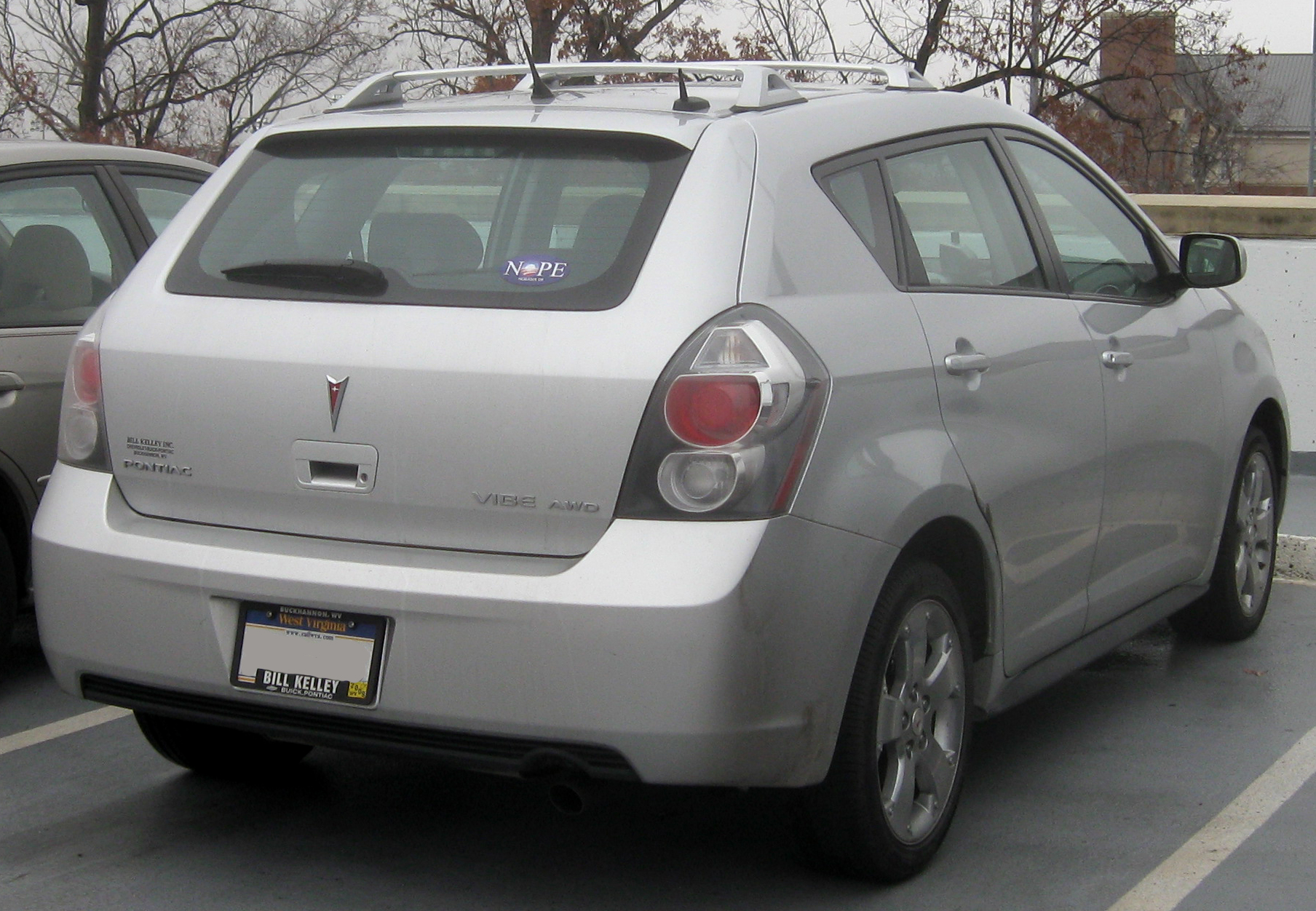
Heckansicht

## Toyota Voltz

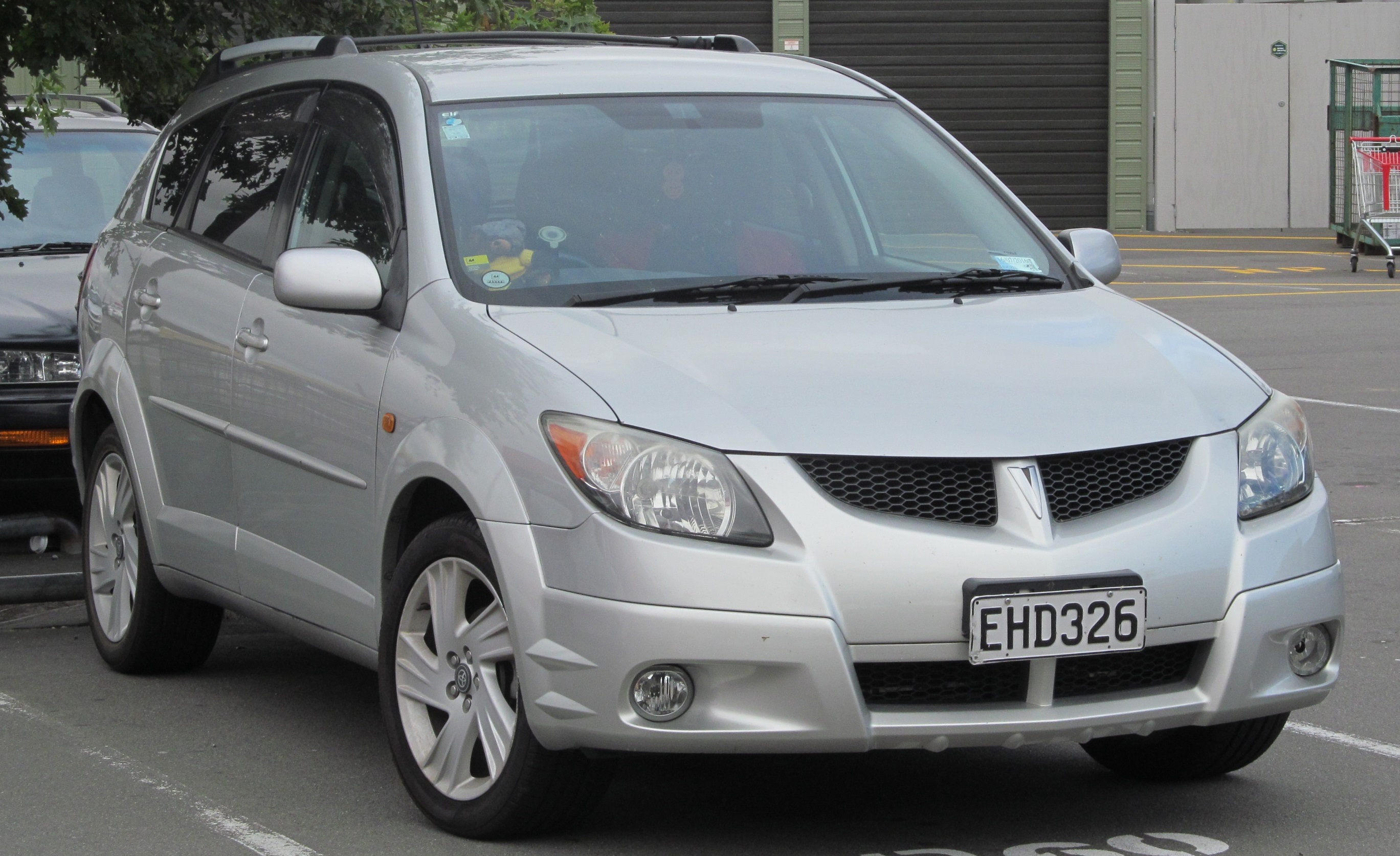
Toyota Voltz (2002–2004)

Der Toyota Voltz war eine bis auf Details mit dem Vibe baugleiche Variante, die von 2002 bis 2004 in Japan als Rechtslenker verkauft wurde; der Import wurde nach zwei Jahren und etwa 10.000 Exemplaren eingestellt.